# Джамуха
Джамуха (возможно произношение Джамукэ-сэчэн, Джамуга; монг. Жамуха, Жамуха сэцэн?, ᠵᠠᠮᠤᠬ᠎ᠠ?; ? — 1205) — монгольский военный и политический лидер, главный противник Темуджина в объединении монгольских племён.

## Биография
Родился в монгольском племени Джадаран (Джаджират). Джамуха был другом детства и побратимом Темуджина. Согласно Сокровенному сказанию монголов, когда Бортэ, жена Темуджина, была похищена воинами из племени меркитов, Темуджин в 1184 году объединил силы с Джамухой и Ван-ханом, чтобы спасти её из меркитского плена. Им это удалось, однако именно после победы над меркитами отношения между Темуджином и Джамухой стали ухудшаться.
В 1201 году часть монгольских племён (татары, тайджиуты, меркиты, найманы, ойраты и некоторые другие) решили объединиться вокруг Джамухи в борьбе против Темуджина. На курултае Джамуха был избран гурханом — это титул правителей Каракитайского ханства. Принятие Джамухой этого титула окончательно испортило отношения между ним и Темуджином, который начал формировать союз племён для противостояния Джамухе.
Джамуха не так преуспел в создании союзов, как Темуджин, поскольку в отличие от него сохранял в своих войсках традиционное деление на племена и практиковал назначение командиров по значимости титула, а не по заслугам.
Союзник Темуджина, правитель кереитов Ван-хан, в 1203 году перешёл на сторону Джамухи, но их объединённые силы были разбиты войсками Темуджина. В 1204 году Кереитское ханство пало, а Джамуха бежал к найманам в надежде на поддержку их правителя Таян-хана и продолжение борьбы. Однако вскоре Темуджин разгромил и найманов, после чего большинство воинов Джамухи перешли на сторону его противника. Самого Джамуху в 1205 году предали и выдали Темуджину его собственные нукеры.
Предавших своего хана нукеров Темуджин казнил в соответствии со своим принципом: «За предательство — самое суровое наказание». Согласно Сокровенному сказанию монголов, Темуджин предлагал своему побратиму возобновить дружбу, однако Джамуха отказался, говоря, что 
«как в небе есть место лишь для одного солнца, так и в Монголии должен быть только один владыка».
Он попросил лишь достойной смерти (без кровопролития). Его пожелание было удовлетворено — воины Темуджина сломали Джамухе хребет (согласно версии «Сокровенного сказания», по Рашиду ад-Дину он был рассечён на части Тэмуге, братом Темуджина).

## В культуре

### В литературе
Джамуха стал персонажем романа И. К. Калашникова «Жестокий век» (1978).

### В кино
- Стивен Бойд «Чингисхан» (США, 1965);
- Чжао Хэнсюань «Чингисхан» (Китай, 2004);
- Сунь Хунлэй «Монгол» (Россия, Казахстан, 2007).

### В компьютерных играх
Является игровым персонажем в серии исторических симуляторов «Genghis Khan II: Clan of the Gray Wolf», выпущенных компанией Koei на различных платформах.